# Нафтове родовище Саммерленд

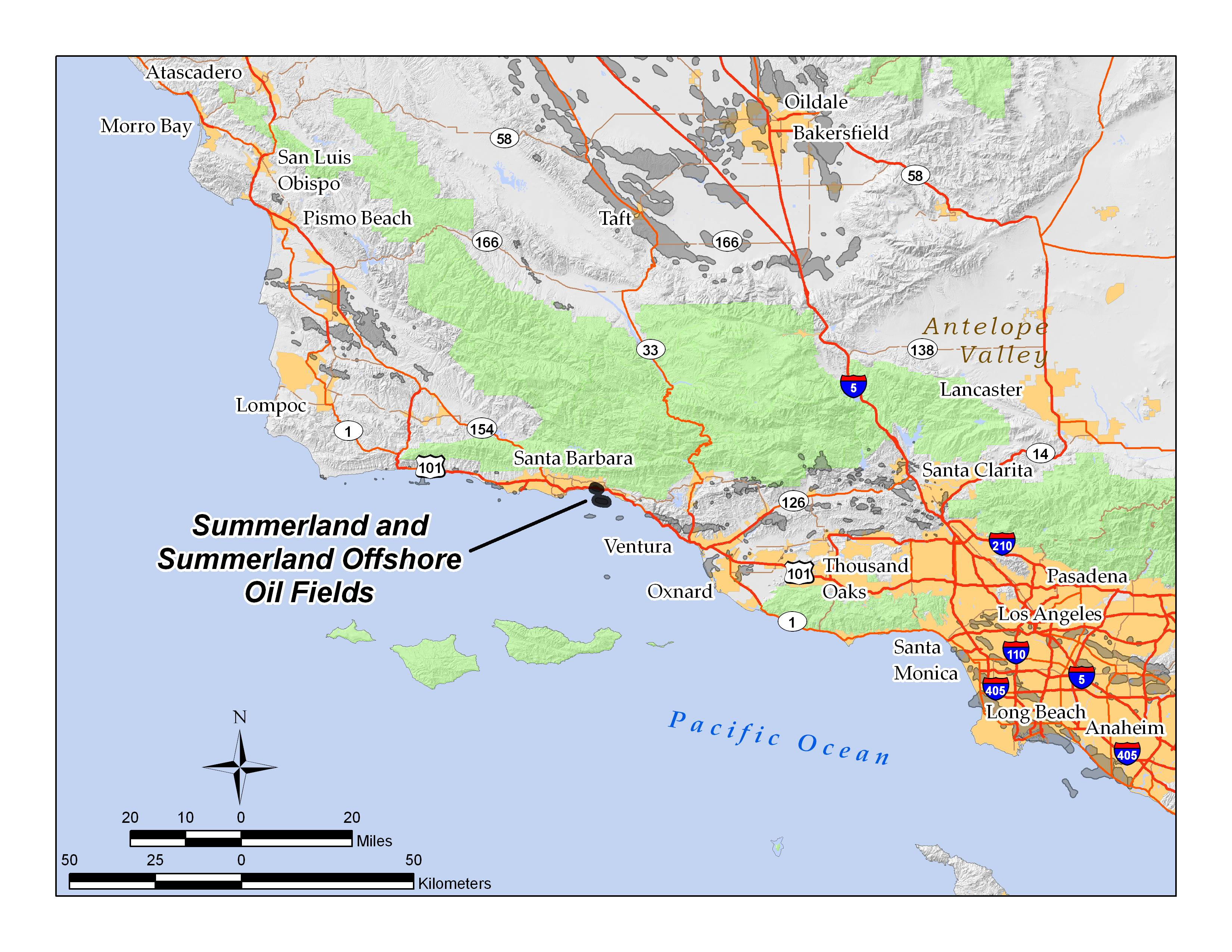
Розташування нафтових родовищ Саммерленд на півдні Каліфорнії, інші нафтові родовища показані темно-сірим кольором.

Нафтове родовище Саммерленд (і Офшорне нафтове родовище Саммерленд) — це неактивне нафтове родовище в окрузі Санта-Барбара (округ, Каліфорнія), Каліфорнія, приблизно в 6 км., на схід від міста Санта-Барбара, в межах та поблизу некорпоративної громади Саммерленд. Вперше розроблене в 1890-х роках і багате на продуктивність на початку 20 століття, нафтове родовище Саммерленд було місцем розташування перших у світі морських нафтових свердловин, пробурених з пірсів у 1896 році. Це родовище, яке було першим значним родовищем, яке було розроблено в окрузі Санта-Барбара, видобуло 3,18 мільйона барелів нафти протягом свого 50-річного терміну експлуатації, і було остаточно залишене в 1939-40 роках. Інше сусіднє нафтове родовище повністю знаходиться в морі, відкрите в 1957 році і назване офшорним нафтовим родовищем Саммерленд, видобуте з двох бурових платформ у протоці Санта-Барбара, перш ніж було залишено в 1996 році.

## Налаштування
Раніше продуктивний регіон нафтового родовища Саммерленд знаходиться на узбережжі південного округу Санта-Барбара, приблизно в 6 км., на схід від міста Санта-Барбара, і включає більшу частину міста Саммерленд, а також прилеглі частини Монтесіто. Воно займає площу трохи більше квадратної милі – 740 акрів (3,0 км2) – з яких 380, трохи більше половини, знаходяться на суші.
Клімат середземноморський, з рівномірним температурним режимом цілий рік, і більшість опадів випадає з жовтня по квітень у вигляді дощу. Заморозки трапляються рідко. Стік йде до океану. Утечі різко підносяться позаду пляжу, але замість того, щоб мати розширене плато за обривами, як це має місце уздовж більшої частини південного узбережжя округу Санта-Барбара, земля піднімається з помірним схилом до гір Санта-Інес.

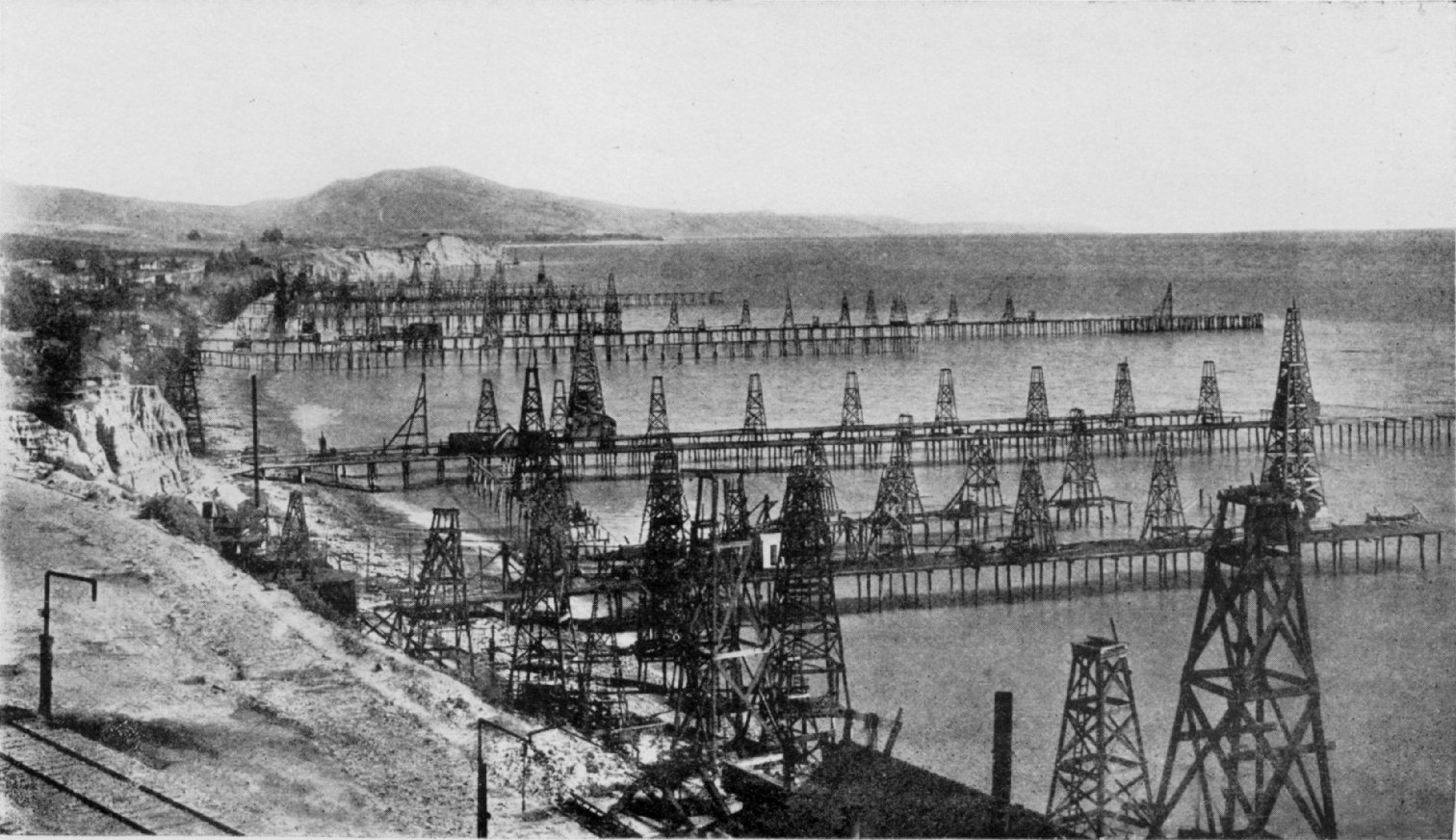
Пірси з першими морськими нафтовими свердловинами Каліфорнії, родовище Саммерленд 1900-ті.

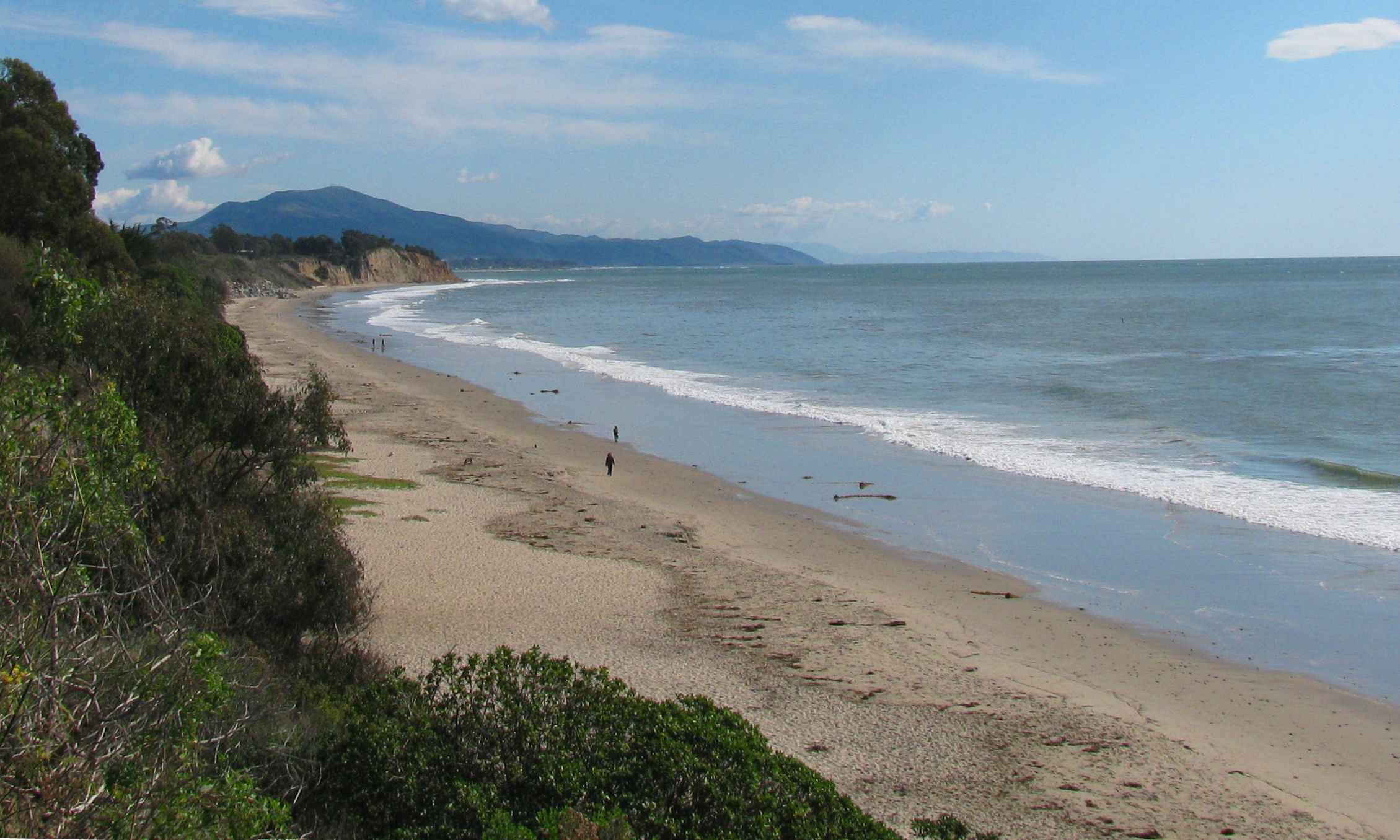
Той самий вид у 2009 році. Пірси та нафтові свердловини зникли, а пляж є туристичним місцем.

## Геологія
Поле Саммерленд міститься в ряді осадових гірських порід у западині, відомому як басейн Карпінтерія. Нафта затримується в плейстоценовій формації Касітас під непроникними відкладеннями, хоча нафта регулярно виходить на поверхню у вигляді асфальтових протікань тут, як і в інших місцях на південному узбережжі округу Санта-Барбара. Інша одиниця під формацією Касітас, пісковик Вакерос олігоценового віку, також має значну кількість нафти, причому укупорковою одиницею є непроникна формація Рінкон міоценового віку.